# Vieille Europe
Cet article concerne l'expression utilisée en relations internationales. Pour la notion en archéologie, voir Vieille Europe (archéologie).

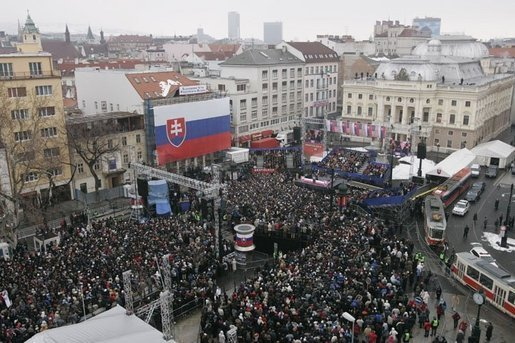
Le président George W. Bush et le premier ministre Mikuláš Dzurinda accueillis par une foule rassemblée sur la place Hviezdoslavovo à Bratislava en février 2005.

La vieille Europe est un terme utilisé pour la première fois par le Secrétaire de la Défense des États-Unis Donald Rumsfeld en janvier 2003 en se référant aux pays européens qui avaient décidé de ne pas soutenir l'invasion de l'Irak de mars 2003, en particulier l'Allemagne et la France. Les tractations diplomatiques américaines étaient alors intenses pour structurer une « coalition de la volonté (en) » permettant de présenter à l'ONU une alliance de pays qui enverraient des contingents.
Depuis lors, de nombreux journalistes et personnalités politiques l'ont utilisé pour qualifier différentes combinaisons de pays du premier monde. Le comédien Jon Stewart l'a par exemple utilisé de manière humoristique pour désigner les vieilles puissances d'Europe de l'Ouest, notamment la France, l'Allemagne et le Royaume-Uni.
Hormis les forces armées des États-Unis et de la Grande-Bretagne, les dernières nations parmi les 48 formant la coalition militaire en Irak ont retiré leurs troupes essentiellement à la fin de l'année 2008.
Lors de son discours du 14 février 2003 au Conseil de Sécurité une semaine avant le début de la guerre, le ministre français des Affaires étrangères Dominique de Villepin conclut son réquisitoire pour la paix en ces termes : « Et c'est un vieux pays, la France, d'un vieux continent comme le mien, l'Europe, qui vous le dit aujourd'hui ». Il fait là référence à l'attaque de Rumsfeld, quelques semaines plus tôt, mais en donnant une tournure beaucoup plus positive au terme « vieux », synonyme de sagesse et de noblesse plutôt que d'immobilisme et de dépassement.